# Thelyphassa chathamensis
Thelyphassa chathamensis es una especie de coleóptero de la familia Oedemeridae.

## Distribución geográfica
Habita en la Isla Chatham (Nueva Zelanda).